# P. F. E. Marshall
P. F. E. Marshall war ein britischer Hersteller von Automobilen.

## Unternehmensgeschichte
Das Unternehmen aus Gainsborough begann 1919 mit der Produktion von Automobilen. Der Markenname lautete Marshall. 1920 endete die Produktion. Insgesamt entstanden nur wenige Exemplare. Es bestand keine Verbindung zu Marshall, Sons & Co. aus dem gleichen Ort, die ab 1895 Dampfmaschinen und Traktoren herstellten.

## Fahrzeuge
Im Angebot stand nur ein Modell. Ein Vierzylindermotor von Coventry Climax mit seitlichen Ventilen trieb das Fahrzeug an.